# Anson Weeks
Anson Weeks, (Oakland, 1896. február 14. – Sacramento, 1969. február 7.) amerikai dzsesszzenész. Anson Weeks amerikai zongoraista volt, és egy népszerű west coast swing tánczenekar vezetője volt az 1920-as évek végétől az 1960-as évekig; elsősorban San Franciscóban. Első lemezfelvételét Oaklandben készítette 1925-ben, de az nem jelent meg.

## Pályafutása
Weeks a Kaliforniai Egyetemre járt. 1924-ben  megalakította első zenekarát, közben kulcsfontosságú szállodai munkákat is végzett be Oaklandben és Sacramentóban. Az 1920-as évek végén egy népszerűvé vált helyi zenekart vezetett, és 1928-ban elkezdett felvételeket készíteni a Columbia Recordsnak. 1931 végén a „Lucky Strike Magic Carpet” című rádióműsorban kapott kedvező figyelmet. Énekesei között szerepelt Art Wilson, Harriet Lee, Donald Novis, Bob Crosby, Carl Ravazza, Kay St. Germaine és Bob Gage.
1932-ben leszerződött a Brunswick Recordsszal, és 1935-ig termékenyen készített lemezfelvételeket. Ez idő alatt az övé volt Brunswick egyik vezető zenekara is, amellyel országosan is népszerűvé vált. 1937-ben csinált egy előadást a Decca Recordsnak.
Weeks 1941-ben autóbalesetet szenvedett, és évekig kiszállt a zenekari munkákból, ami aztán az 1940-es évek végén újra beindult. Az 1950-es évek elején szerződött a helyi Fantasy kiadóval, és készített egy sor tánczenei albumot, amelyek regionálisan meglehetősen népszerűek voltak.
Sikeres dalai közé tartozik az "I'm Writing You This Little Melody", az "I'm Sorry Dear", "Senorita", "The Same Old Dream" és a "We'll Get A Bang Out Of Life".

## Lemezek
- https://www.discogs.com/artist/1503689-Anson-Weeks
- https://adp.library.ucsb.edu/index.php/mastertalent/detail/102708/Weeks_Anson